# Io e Mr Wilder
Io e Mr Wilder (Mr Wilder & Me) è un romanzo di Jonathan Coe, pubblicato nel Regno Unito da Viking Books il 5 novembre 2020. Il romanzo è ambientato perlopiù alla fine degli anni settanta, durante le riprese del film Fedora (1978), osservate attraverso gli occhi di una giovane interprete dal greco. Il romanzo contiene una miscela di personaggi reali e inventati.
Il romanzo è stato tradotto in italiano per Feltrinelli.

## Trama
Calista Frangopoulou, una compositrice cinematografica londinese di 57 anni, sta affrontando una crisi esistenziale. La partenza di una delle sue due figlie, Ariane, per l'Australia le riporta alla mente i ricordi della sua giovinezza, quando lasciò casa dei suoi per un viaggio di formazione negli Stati Uniti.
In quel viaggio, Calista fa amicizia con una giovane donna inglese, Gill Foley. Durante una cena Gill le fa conoscere un vecchio amico di suo padre, il regista hollywoodiano Billy Wilder. Gill però scompare a metà pasto, per raggiungere il fidanzato in partenza, e lascia Calista in compagnia di Wilder, lo sceneggiatore IAL Diamond e le loro mogli. Durante la cena si parla dell'ultima creazione di Wilder e Diamond, la sceneggiatura del prossimo film di Wilder, Fedora.
Un anno dopo, Calista riceve una telefonata a casa dei suoi genitori. La produzione del film Fedora le propone di lavorare per due settimane come interprete dal greco sul set. Calista accetta e passa due settimane bellissime nel villaggio di Nydri sull'isola di Lefkada.

## Personaggi

### Reali
- Billy Wilder: regista veterano, ha appena compiuto 70 anni all'inizio del romanzo.
- IAL (Iz) Diamond: amico e co-sceneggiatore di Wilder, con il quale ha scritto un totale di dodici film tra il 1957 e il 1981.
- William Holden: attore americano, protagonista di quattro film di Billy Wilder tra cui Fedora
- Hildegard Knef: attrice tedesca, interprete di Fedora
- Marthe Keller: attrice svizzera, protagonista di Fedora
- Al Pacino: attore americano, fidanzato di Marthe Keller quando fu realizzato Fedora
- Audrey Wilder la seconda moglie di Billy
- Barbara Diamond: moglie di IAL Diamond
- Miklós Rózsa: compositore di origine ungherese, famoso per molte colonne sonore di film di Hollywood tra cui Quo Vadis e Ben-Hur, che ha scritto la colonna sonora per Fedora
- Emeric Pressburger: sceneggiatore di origine ungherese
- Peter Lorre: attore ungherese-americano
- Friedrich Hollaender: compositore cinematografico tedesco

### Inventati
- Calista Frangopoulou: musicista e compositrice greca, poco più che ventenne quando si svolgono gli eventi principali del romanzo, nella seconda metà degli anni Settanta, e 57enne al momento della narrazione
- Geoffrey: il marito di Calista
- Fran: la figlia di Calista
- Ariane: la sorella gemella di Fran
- Matthew: un giovane con cui Calista ha un'avventura sul set di Fedora, poi regista di successo
- Gill Foley: una giovane donna inglese che Calista incontra durante un viaggio negli Stati Uniti nel 1976 e che la presenta a Billy Wilder.
- Thomas Foley: il padre di Gill. Da giovane che lavora per il Ministero dell'Informazione britannico, assiste Wilder durante il suo lavoro a Londra nel 1945. Il personaggio era precedentemente apparso brevemente nel romanzo di Coe The Rain Before It Falls, ed è il personaggio principale dell'Expo 58.